# جائزة ليلافاتي
جائزة ليلافاتي هي جائزة للمساهمة البارزة في التوعية العامة في الرياضيات. سميت على اسم أطروحة الرياضيات في القرن الثاني عشر «ليلافاتي» المكرسة للحساب والجبر كتبها عالم الرياضيات الهندي بهاسكارا الثاني، المعروف أيضًا باسم بهاسكاراشاريا. يبدو أن هذا العمل كان المصدر الرئيسي لتعلم الحساب والجبر في الهند في العصور الوسطى. تمت ترجمة العمل أيضًا إلى الفارسية وكان له تأثير في غرب آسيا.

## قائمة الفائزين
| السنة | الفائز          | السبب |
| ----- | --------------- | --- |
| 2010  | سيمون لينا سينغ | "للمساهمات البارزة في التوعية العامة في الرياضيات" |
| 2014  | أدريان باينزا   | "لإسهاماته الحاسمة في تغيير رأي بلد كامل حول الطريقة التي ينظر بها إلى الرياضيات في الحياة اليومية، وخاصةً في كتبه وبرامجه التلفزيونية وهديته الفريدة من الحماس والعاطفة في التواصل مع جمال الرياضيات" |
| 2018  | علي نيسين       | "لإسهاماته البارزة في زيادة الوعي العام بالرياضيات في تركيا، خاصةً لعمله الدؤوب في إنشاء "القرية الرياضية" كمكان سلمي استثنائي للتعليم والبحث واستكشاف الرياضيات لأي شخص" |
| 2022  | نيكولاي أندرييف | "لمساهمته في فن الرسوم المتحركة الرياضية وبناء النماذج الرياضية، بأسلوب يلهم الصغار والكبار على حد سواء، والذي يمكن لعلماء الرياضيات في جميع أنحاء العالم تكييفه مع استخداماتهم المتنوعة، وكذلك جهوده التي لا تعرف الكلل للترويج الرياضيات الحقيقية بين الجمهور عبر مقاطع الفيديو والمحاضرات وكتاب حائز على جوائز" |